# Gare de Port-Sainte-Marie
Pour les articles homonymes, voir Gare de Sainte-Marie.
La gare de Port-Sainte-Marie est une gare ferroviaire française de la  Bordeaux-Saint-Jean à Sète-Ville, située sur le territoire de la commune de Port-Sainte-Marie dans le département de Lot-et-Garonne en région Nouvelle-Aquitaine.
Elle est mise en service en 1856 par la Compagnie des chemins de fer du Midi et du Canal latéral à la Garonne (Midi). 
C'est une gare voyageurs de la Société nationale des chemins de fer français (SNCF) du réseau TER Nouvelle-Aquitaine, desservie par des trains express régionaux.

## Situation ferroviaire
Établie à 41 mètres d'altitude, la gare de bifurcation de Port-Sainte-Marie est située au point kilométrique (PK) 115,609 de la ligne de Bordeaux-Saint-Jean à Sète-Ville, entre les gares ouvertes d'Aiguillon et d'Agen, historiquement la gare suivante est celle de Fourtic (fermée). Elle est également l'origine de la ligne de Port-Sainte-Marie à Riscle utilisée partiellement pour le trafic du fret.

## Histoire
La station de Port-Sainte-Marie est mise en service le 29 mai 1856 par la Compagnie des chemins de fer du Midi et du Canal latéral à la Garonne (Midi), lorsqu'elle ouvre à l'exploitation la section de Tonneins à Valence-d'Agen de son chemin de fer de Bordeaux à Cette.
La compagnie du Midi indique, pour Port-Sainte-Marie, une recette de 162 476 francs en 1874 et de 168 314 francs en 1876.
En 2014, c'est une gare voyageurs d'intérêt local (catégorie C : moins de 100 000 voyageurs par an de 2010 à 2011), qui dispose de deux quais (dont un central) et une traversée de voie à niveau par le public (TVP).
En 2022, la fréquentation annuelle estimée par la SNCF était de 66 274 voyageurs contre 40 711 voyageurs en 2019,30 245 en 2018 et 52 920 voyageurs en 2014.

## Service des voyageurs

### Accueil
Gare SNCF, elle dispose d'un bâtiment voyageurs, avec guichet, ouvert du lundi au vendredi et fermé les samedis dimanches et jours fériés. Elle est équipée d'automates pour l'achat de titres de transport TER.
Un passage à niveau planchéié permet la traversée des voies et l'accès aux quais.

### Desserte
Port-Sainte-Marie est une gare voyageurs du réseau TER Nouvelle-Aquitaine, desservie par des trains express régionaux de la relation Bordeaux - Langon - Agen (ligne 47).

### Intermodalité
Un parc pour les vélos et un parking pour les véhicules y sont aménagés.

## Service des marchandises
Cette gare est ouverte au service du fret (desserte d'installations terminales embranchées).